# 2678 Aavasaksa
2678 Aavasaksa је астероид главног астероидног појаса чија средња удаљеност од Сунца износи 2,259 астрономских јединица (АЈ).
Апсолутна магнитуда астероида је 12,4.